# Pete Chilcutt
Peter Shawn Chilcutt, detto Pete (Sumter, 14 settembre 1968), è un ex cestista statunitense, professionista nella NBA e in Italia.

## Carriera
È stato selezionato dai Sacramento Kings al primo giro del Draft NBA 1991 (27ª scelta assoluta).

## Statistiche

### College
| Anno      | Squadra             | PG  | PT | MP   | TC%  | 3P%  | TL%  | RP  | AP  | PRP | SP  | PP   |
| --------- | ------------------- | --- | -- | ---- | ---- | ---- | ---- | --- | --- | --- | --- | ---- |
| 1987-1988 | N. Carol. Tar Heels | 34  | 3  | 16,9 | 56,4 | 0,0  | 70,6 | 3,2 | 1,3 | 0,3 | 0,3 | 4,9  |
| 1988-1989 | N. Carol. Tar Heels | 37  | 13 | 20,3 | 53,7 | 37,5 | 62,3 | 5,4 | 1,4 | 0,6 | 0,2 | 6,9  |
| 1989-1990 | N. Carol. Tar Heels | 34  | 28 | 27,0 | 51,4 | 40,0 | 71,4 | 6,6 | 1,4 | 1,2 | 0,9 | 9,0  |
| 1990-1991 | N. Carol. Tar Heels | 35  | 33 | 26,8 | 53,8 | 26,3 | 76,5 | 6,6 | 1,3 | 1,2 | 1,0 | 12,0 |
| Carriera  | Carriera            | 140 | 77 | 22,7 | 53,4 | 34,5 | 71,0 | 5,5 | 1,3 | 0,8 | 0,6 | 8,2  |

### NBA

#### Regular Season
| Anno      | Squadra             | PG  | PT | MP   | TC%  | 3P%  | TL%  | RP  | AP  | PRP | SP  | PP  |
| --------- | ------------------- | --- | -- | ---- | ---- | ---- | ---- | --- | --- | --- | --- | --- |
| 1991-1992 | Sacramento Kings    | 69  | 2  | 11,8 | 45,2 | 100  | 82,1 | 2,7 | 0,6 | 0,5 | 0,2 | 3,6 |
| 1992-1993 | Sacramento Kings    | 59  | 9  | 14,1 | 48,5 | -    | 69,6 | 3,3 | 1,1 | 0,4 | 0,4 | 6,1 |
| 1993-1994 | Sacramento Kings    | 46  | 24 | 21,2 | 46,3 | 0,0  | 59,6 | 5,9 | 1,5 | 0,9 | 0,6 | 7,3 |
| 1993-1994 | Detroit Pistons     | 30  | 0  | 13,0 | 42,5 | 21,4 | 76,9 | 3,3 | 0,5 | 0,3 | 0,4 | 3,8 |
| 1994-1995 | Houston Rockets     | 68  | 17 | 19,8 | 44,5 | 40,7 | 73,8 | 4,7 | 1,0 | 0,4 | 0,6 | 5,3 |
| 1995-1996 | Houston Rockets     | 74  | 0  | 8,8  | 40,8 | 37,8 | 65,4 | 2,1 | 0,4 | 0,3 | 0,2 | 2,7 |
| 1996-1997 | Vancouver Grizzlies | 54  | 1  | 12,3 | 43,6 | 36,2 | 59,1 | 2,9 | 0,9 | 0,5 | 0,3 | 3,4 |
| 1997-1998 | Vancouver Grizzlies | 82  | 0  | 17,3 | 43,5 | 41,5 | 66,1 | 3,7 | 1,3 | 0,6 | 0,5 | 4,9 |
| 1998-1999 | Vancouver Grizzlies | 46  | 0  | 15,2 | 36,6 | 38,2 | 82,4 | 2,5 | 0,7 | 0,5 | 0,3 | 3,6 |
| 1999-2000 | Utah Jazz           | 26  | 0  | 8,6  | 35,5 | 10,0 | 100  | 1,7 | 0,4 | 0,2 | 0,2 | 1,8 |
| 1999-2000 | Cleveland Cavaliers | 6   | 0  | 5,0  | 0,0  | -    | -    | 1,5 | 0,2 | 0,0 | 0,0 | 0,0 |
| 1999-2000 | L.A. Clippers       | 24  | 2  | 14,5 | 49,2 | 31,3 | 100  | 3,3 | 0,7 | 0,4 | 0,3 | 3,0 |
| Carriera  | Carriera            | 584 | 55 | 14,4 | 44,1 | 38,1 | 69,6 | 3,3 | 0,8 | 0,5 | 0,4 | 4,3 |

#### Playoffs
| Anno     | Squadra         | PG | PT | MP   | TC%  | 3P%  | TL%  | RP  | AP  | PRP | SP  | PP  |
| -------- | --------------- | -- | -- | ---- | ---- | ---- | ---- | --- | --- | --- | --- | --- |
| 1995     | Houston Rockets | 20 | 15 | 16,2 | 48,4 | 38,9 | 82,4 | 2,9 | 0,9 | 0,4 | 0,2 | 4,5 |
| 1996     | Houston Rockets | 1  | 0  | 10,0 | 25,0 | 0,0  | 0,0  | 3,0 | 0,0 | 0,0 | 0,0 | 2,0 |
| Carriera | Carriera        | 21 | 15 | 15,9 | 47,1 | 37,8 | 73,7 | 2,9 | 0,9 | 0,3 | 0,2 | 4,4 |

## Palmarès
- McDonald's All-American Game (1986)
- Campionato NBA: 1

Houston Rockets: 1995